# 牧職神學院
牧職神學院（英語：Christian Ministry Institute）於1995年由香港平安福音堂眾堂會聯合成立，初名「香港基督徒牧職培訓學院」，於1996年正式開辦。

## 學院簡史
- 1985年：平安福音堂內部開辦的「聯堂神學課程」，神把神學裝備培育時代工人的異象，放在眾長老同工心中。
- 1993年：香港基督徒短期宣教訓練中心校友會開辦的「牧職培訓課程」，再次喚起正規神學裝備的呼聲，香港平安福音堂眾堂會組成「香港基督徒牧職培訓學院」籌委小組
- 1995年：平安福音堂眾堂會同心透過結合「聯堂神學課程」及「牧職培訓課程」形成校外課程，聯合發起成立「香港基督徒牧職培訓學院」。院址為大芒輋
- 1996年：正式開辦

## 院長
- 滕張佳音博士 (1996年-2006年)
- 李盛林牧師／博士 (2006年-2016年)
- 冼日新牧師／博士 (2016年-2023年)
- 袁仲輝院長 (2023年至今)

## 使命宣言
異象
- 「牧職」是一間能夠為神的教會培訓擁有天國異象、靈命品格、真理知識、及事奉能力兼備的僕人領袖之神學院；並與有相同理念的堂會及機構，成為天國的伙伴，共同履行天國的使命。

使命
- 培育全職的天國工人 －透過不同形式的神學裝備課程，配合全人教育、生命導師指導、教會實習、及宣教體驗的模式，幫助學員作出個人生命整合，培訓他們在華人教會及不同社群中，成為研讀聖經、傳講真理、生命牧養、及關懷人福音需要之教會牧者、或宣教工人。
- 培育帶職的信徒領袖 －回應現今教會及信徒適切的需要，透過多元化的信徒裝備課程，培訓帶職事奉的信徒領袖，在教會、職場、家庭、及不同場境中，積極傳揚天國福音、建立教會、及見證神的國度。
- 促進教會的發展更新 －進行適切的實用神學研究項目、配合相關的堂會事奉訓練，協助教會在靈性培育、深化牧養、真理教導、領導管理等事奉上作出更新，從而能夠回應社會處境挑戰、及實踐教會的福音使命。

## 院訓
「務要牧養在你們中間神的群羊，按著神旨意照管他們；不是出於勉強，乃是出於甘心；也不是因為貪財，乃是出於樂意；也不是轄制所託付你們的，乃是作群羊的榜樣。到了牧長顯現的時候，你們必得那永不衰殘的榮耀冠冕。」
彼得前書第五章二至四節

## 課程
課程講師包括學院講師及客座講師團隊

### 校本部課程
- 道學碩士(教牧進修)NEW Master of Divinity(pastoral studies)
- 道學碩士NEW Master of Divinity
- 教牧學碩士NEWMaster of Ministry
- 教會領袖學士後文憑NEWGraduate Diploma for Church Leader
- 基督教領袖學碩士(主修教會更新)NEWMaster of Christian Leadership(Major in Church Revitalization)
- 教牧學學士  Bachelor of Ministry, B. Min.
- 教牧學學士(副修佈道宣教) Bachelor of Ministry(Minor in Missions and Evangelism)
- 使命教會文憑Diploma of Missional Church│Dip. M.Ch.[2]
- 聖經證書 Certificate of Biblical Studies, Cert.B.S.

### 信徒培訓部(延伸部)課程
- 遙距學習課程NEW
- 網上視像課程[3]
- 日間信徒培訓課程
- 基督教戒癮輔導證書
- 靈性關懷與精神健康證書
- 聖經專題證書
- 活出人生使命基礎證書
- 事奉培訓課程
- 青少年牧養證書

### 教會發展部課程
- 事奉人員培訓證書
- 長執證書課程

## 會員及課程審定
- 亞洲神學協會（Asia Theological Association）：會員成員之一， 教牧學學士、教牧學學士（副修佈道學）及聖經證書課程，均獲該會審定認可。
- 香港神學教育協會（HKTEA，Hong Kong Theological Education Association）成員。

## 牧職輔導中心
於2021年牧職神學院踏入廿五周年正式開辦
- 輔導服務
  - 一般輔導
  - 婚前輔導
  - 戒癮輔導
- 教牧支援
- 教牧及領袖戒癮輔導課程
- 教牧及領袖進階戒癮輔導證書

## 出版
- 院訊《牧蹤》
- 書籍:《義配恩源蕩蕩流—宗教改革五百周年文章》(2017) ; 《成蹤光影》(2017); 《中國心 ‧ 牧職情》(2013)
- 其他刊物《展翅》

## 社交平台
- 牧職神學院Facebook專頁 （页面存档备份，存于）
- 牧職神學院Youtube頻道 （页面存档备份，存于）

## 外部連結
- 牧職神學院 （页面存档备份，存于）
- 平安福音堂 （页面存档备份，存于）
- 香港基督徒短期宣教訓練中心 （页面存档备份，存于）
- 華恩基金會 （页面存档备份，存于）

1. ↑  . 牧職神學院.   [2021-03-10]. （原始内容存档于2021-01-22）.
2. ↑  . 牧職神學院.   [2021-03-10]. （原始内容存档于2021-01-16）.
3. ↑  . 牧職神學院.   [2021-03-10]. （原始内容存档于2021-01-21）.